# Sungai Jering (Pangkalan Jambu)
Sungai Jering is een bestuurslaag in het regentschap Merangin van de provincie Jambi, Indonesië. Sungai Jering telt 712 inwoners (volkstelling 2010).